# Phalacrus tropicus
Phalacrus tropicus is een keversoort uit de familie glanzende bloemkevers (Phalacridae). De wetenschappelijke naam van de soort werd in 1870 gepubliceerd door Theodor Franz Wilhelm Kirsch.